# 尾上卯多五郎
尾上 卯多五郎（おのうえ うたごろう、1875年1月1日 - 1934年12月11日）は、日本の俳優、元歌舞伎役者、元子役である。本名山田 卯吉（やまだ うきち）。旧芸名卯島 五郎（うじま ごろう）。尾上 宇多五郎、尾上 卯太五郎と表記に揺れがある。歌舞伎から剣戟映画に満44歳で転向し、還暦を迎える直前まで日活京都撮影所に所属した。

## 人物・来歴
1875年（明治8年）1月1日、大阪府大阪市に生まれる。
旧制・尋常小学校を卒業後、二代目尾上卯三郎の門下に入って歌舞伎役者になり、大阪の朝日座で初舞台を踏んだ。1916年（大正5年）9月1日に公開された天然色活動写真製作・配給の映画『忍術三勇士』に出演した記録がある。1919年（大正8年）、満44歳で日活京都撮影所（のちの日活大将軍撮影所、現存せず）に入社、映画俳優に転向する。同撮影所のスター俳優・尾上松之助主演の映画に、老け役として多数の映画に出演した。1924年（大正13年）8月1日に公開された池田富保監督の『鬼作左衛門の娘』、1925年（大正14年）2月8日に公開された公木之雄監督の『怪力八郎』、同年3月20日に公開された池田富保監督の『フラフラ豪傑』、同年5月29日に公開された築山光吉監督の『復讐と女』では主演もしている。同年11月1日に公開された「尾上松之助主演千本記念映画」、池田富保監督の『荒木又右衛門』にも、渡辺靭負の役で出演した。1926年（大正15年）9月11日、尾上松之助が死去した後も、引き続き同撮影所で脇役として出演を続けた。1927年（昭和2年）秋には、撮影所が太秦に移転（のちの大映京都撮影所、現存せず）し、卯多五郎もともに移転して引き続き出演した。大久保彦左衛門役をやることが多く、『彦左の恋』（監督不明、1923年）、『忍術一夜大名』（監督高橋寿康、1926年）、『剣乱の森』（監督渡辺邦男、1928年）と3作を数えた。また、1928年（昭和3年）5月31日に公開された伊藤大輔監督の『新版大岡政談 第一篇』および同年6月8日に公開された同じく伊藤大輔監督の『新版大岡政談 第二篇』出演時のみ、「卯島 五郎」と名乗った。
1930年（昭和5年）3月14日に公開された伊丹万作監督の『春風の彼方へ』以降は、片岡千恵蔵プロダクション製作の作品に多く出演した。1932年（昭和7年）7月には、日活専務取締役の中谷貞頼による大解雇事件に遭い、嵐珏松郎、嵐亀三郎、尾上華丈、阪東巴左衛門らと共に日活を正式に退社してフリーランサーとなる。1933年（昭和8年）6月1日に公開された池田富保監督の『楠正成』は、太秦発声映画の製作による、卯多五郎にとっての初のトーキーであった。ところが、翌1934年（昭和8年）12月31日に公開された小石栄一監督のトーキー『斬風三尺剣』以降の出演記録が見当たらない。脇役・端役が多く、クレジットが記録に残らなかったものを含めると、出演作は数百に上るという。以後の消息は不明とされていたが、『讀賣新聞』同年12月14日付にて、去る12月11日朝に心臓病のため、京都府京都市の自宅で死去したと報じられている。満59歳没（数え年60歳）。

## フィルモグラフィ
すべてクレジットは「出演」である。公開日の右側には役名、および東京国立近代美術館フィルムセンター（NFC）所蔵等の上映用プリントの現存状況についても記す。同センター等に所蔵されていないものは、とくに1940年代以前の作品についてはほぼ現存しないフィルムである。

### 天活
すべて製作・配給は「天然色活動写真」、すべてサイレント映画である。
- 『忍術三勇士』 : 監督不明、撮影枝正義郎、1916年9月1日公開

### 日活京都撮影所
特筆以外すべて製作は「日活京都撮影所」（大将軍）、すべての配給は「日活」である。すべてサイレント映画である。
- 『一条大蔵卿 平家物語』 : 監督牧野省三、製作日活京都撮影所第二部、1920年8月20日公開
- 『実録忠臣蔵』 : 監督牧野省三、1921年3月10日公開
- 『白縫譚』 : 監督不明、1921年3月26日公開 - 大友刑部
- 『文覚上人』 : 監督不明、1922年6月25日公開 - 忠光
- 『鳩使ひの女』 : 監督辻吉郎、1923年4月25日公開 - 薬師寺甲斐守
- 『名古屋山三』 : 監督不明、1923年7月26日公開 - 長谷部雲六
- 『彦左の恋』 : 監督不明、1923年11月21日公開 - 大久保彦左衛門
- 『渡し守と武士』 : 監督池田富保、1924年1月7日公開 - 矢嶋次郎兵衛
- 『燃ゆる渦巻 前篇』 : 監督池田富保、1924年1月7日公開 - 山賊の頭頑童斧丸
- 『雨の山寺』 : 監督小林弥六、1924年2月24日公開 - 吉次の父甚助
- 『井伊大老と舟大工』 : 監督辻吉郎、1924年3月8日公開[10]
- 『燃ゆる渦巻 中篇』 : 監督池田富保、1924年3月14日公開 - 近衛関白殿下
- 『花の春遠山桜 前後篇』 : 監督辻吉郎、1924年6月19日公開 - 念仏仁右衛門
- 『二見の仇討』 : 監督小林弥六、1924年6月21日公開 - 木村定之進
- 『鬼作左衛門の娘』 : 監督池田富保、1924年8月1日公開 - 本多作左衛門（主演）
- 『憂国の志士 前後篇』 : 監督公木之雄、1924年10月17日公開 - 宮津三左衛門（勤王）
- 『町人天下』 : 監督築山光吉、1924年11月7日公開 - 千の利休
- 『清水次郎長 後篇』 : 監督辻吉郎、1924年11月13日公開 - 保下田久六
- 『塙の首掛け』 : 監督池田富保、1924年12月25日公開 - 馬方仁平次
- 『岩見重太郎』 : 監督池田富保、1924年12月31日公開 - 父重左衛門
- 『百夜の錦木』 : 監督小林弥六、1924年製作・日公開
- 『毛剃九右衛門』 : 監督築山光吉、1924年製作・日公開 - 百姓宗左衛門
- 『血涙の記 前後篇』 : 監督公木之雄、1924年製作・日公開 - 渡辺主膳
- 『白藤権八郎 前篇 鍛錬の巻』 : 監督池田富保、1925年1月5日公開 - 笠原権之助
- 『白藤権八郎 後篇 剣人の巻』 : 監督池田富保、1925年1月10日公開 - 笠原権之助

### 日活京都撮影所第一部
すべて製作は「日活京都撮影所第一部」（大将軍）、すべての配給は「日活」である。すべてサイレント映画である。
- 『涙の捕縄』 : 監督築山光吉、1925年2月1日公開 - 松平伊豆守
- 『怪力八郎』 : 監督公木之雄、1925年2月8日公開 - 種田二郎左衛門国春後に船頭二郎兵衛（主演）
- 『高阪甚内』 : 監督辻吉郎、1925年2月22日公開 - 老中忠之進
- 『フラフラ豪傑』 : 監督池田富保、1925年3月20日公開 - 張子虎右衛門（主演）
- 『復讐と女』 : 監督築山光吉、1925年5月29日公開 - 筑紫太左衛門秋春（主演）
- 『児來也』 : 監督池田富保、1925年7月14日公開 - 百姓 畑作
- 『原田甲斐』 : 監督築山光吉、1925年製作・公開 - 伊達安芸
- 『新撰組 後篇』 : 監督辻吉郎、1925年製作・日公開 - 目漏し浪人

### 日活大将軍撮影所
特筆以外すべて製作は「日活大将軍撮影所」、すべての配給は「日活」である。すべてサイレント映画である。
- 『筑波鋭之助』 : 監督小林弥六、1925年9月23日公開 - 家老音左京
- 『乞食と大名』 : 監督小林弥六、1925年9月30日公開 - 小泉帯刀
- 『荒木又右衛門』 : 監督池田富保、1925年11月1日公開 - 渡辺靭負、尾上松之助主演千本記念映画
- 『赤城颪 国定忠次』（『国定忠次』） : 監督池田富保、製作日活・尾上プロダクション、1925年12月31日公開 - 日光円蔵
- 『実録忠臣蔵 天の巻 地の巻 人の巻』 : 監督池田富保、1926年4月1日公開 - 堀部弥兵衛金丸・秋元但馬守喬朝（二役）、20分尺の短縮版『忠臣蔵 天の巻 地の巻』として現存（NFC所蔵[9]）
- 『敵討日月草紙 前篇』 : 監督波多野安正、1926年5月6日公開 - 与力山田仙之助
- 『忍術一夜大名』 : 監督高橋寿康、1926年5月13日公開 - 大久保彦左衛門
- 『敵討日月草紙 後篇』 : 監督波多野安正、1926年5月13日公開 - 与力山田仙之助
- 『武士なればこそ』 : 監督高橋寿康、1926年6月1日公開 - 父清之助
- 『姫小姓弥源太』 : 監督中山呑海、1926年6月8日公開 - 池田輝政
- 『侠骨三日月 前篇』 : 監督池田富保、製作日活・尾上プロダクション、1926年7月14日公開 - 白須甲斐
- 『海賊の血』 : 監督波多野安正、1926年9月8日公開 - 其養父
- 『だゝっ児羅漢』 : 監督高橋寿康、1926年9月10日公開 - 朝倉石見の守
- 『月形半平太』 : 監督高橋寿康、1926年9月30日公開 - 一文字国重
- 『長恨』 : 監督伊藤大輔、1926年11月15日公開 - 漢学者・沼田総左衛門、15分尺の短縮版が現存（NFC所蔵[9]）
- 『修羅王 前後篇』 : 監督池田富保、1926年12月31日公開 - 山縣治左衛門
- 『大久保彦左衛門』 : 監督池田富保、1927年4月15日公開 - 長坂血槍九郎
- 『悲恋狂刃』 : 監督吉本清濤、1927年6月14日公開 - 最上駿河守義親
- 『流転 前後篇』 : 監督伊藤大輔、1927年6月24日公開 - 金子三太夫
- 『討れぬ仇』 : 監督若山治、1927年7月31日公開 - 戸塚頼母（主演）
- 『増補改訂忠臣蔵 天の巻 地の巻 人の巻』 : 監督池田富保、1927年9月1日公開 - 堀部弥兵衛金丸・秋元但馬守喬朝（二役）

### 日活太秦撮影所
すべて製作は「日活太秦撮影所」、すべての配給は「日活」である。すべてサイレント映画である。
- 『建国史 尊王攘夷』 : 監督池田富保、1927年10月1日公開 - 宇津木六之亟
- 『錦旗を楯に』 : 監督高橋寿康、1927年12月9日公開 - 樵夫孫六
- 『忠次旅日記 御用篇』 : 監督伊藤大輔、1927年12月27日公開 - お釈迦の源次
- 『血煙高田馬場』 : 監督伊藤大輔、1928年3月15日公開 - 堀部弥兵衛
- 『続水戸黄門』 : 監督池田富保、1928年4月15日公開 - 清水屋嘉兵衛
- 『新版大岡政談 第一篇』 : 監督伊藤大輔、1928年5月31日公開 - 小野塚鉄斎、「卯島五郎」名義
- 『新版大岡政談 第二篇』 : 監督伊藤大輔、1928年6月8日公開 - 小野塚鉄斎、「卯島五郎」名義
- 『地雷火組 完結篇』 : 監督池田富保、1928年7月13日公開 - 百姓仁兵衛（お吉の父）
- 『新版大岡政談 第三篇 解決篇』 : 監督伊藤大輔、1928年8月17日公開 - 小野塚鉄斎
- 『維新の京洛 竜の巻 虎の巻』 : 監督池田富保、1928年9月27日公開 - 小松帯刀
- 『平手造酒』 : 監督志波西果、1928年11月9日公開 - 笹川繁蔵
- 『剣乱の森』 : 監督渡辺邦男、1928年11月25日公開 - 大久保彦左衛門
- 『不破数右衛門』 : 監督池田富保、1928年11月30日公開 - 岡野金右衛門
- 『天野屋利兵衛』 : 監督池田富保、1928年12月31日公開 - 岡野金右衛門
- 『当り籤以上』 : 監督渡辺邦男、1929年3月15日公開 - 剣道指南・野坂相齋
- 『英傑秀吉』 : 監督池田富保、1929年3月31日公開 - 川島頼母
- 『八剣飛竜』 : 監督池田富保、1929年7月13日公開 - 陣門弥左衛門
- 『修羅城 水星篇 火星篇』 : 監督池田富保、1929年10月1日公開 - 織田有楽斎
- 『赤穂浪士 第一篇 堀田隼人の巻』 : 監督志波西果、1929年11月9日公開 - 柳澤出羽守
- 『貝殻一平 第一篇』 : 監督清瀬英次郎・岡田敬、1930年2月7日公開
- 『貝殻一平 第二篇』 : 監督清瀬英次郎・岡田敬、1930年2月7日公開

### 片岡千恵蔵プロダクション
特筆以外すべて製作は「片岡千恵蔵プロダクション」、すべての配給は「日活」である。特筆以外すべてサイレント映画である。
- 『春風の彼方へ』 : 監督伊丹万作、1930年3月14日公開 - 越後屋
- 『元禄快挙 大忠臣蔵 天変の巻 地動の巻』 : 監督池田富保、製作日活太秦撮影所、1930年4月1日公開 - 堀部弥兵衛、1分の断片のみが現存（NFC所蔵[9]）
- 『渦潮』 : 監督稲垣浩、1930年6月14日公開 - 皆川総兵衛
- 『逃げ行く小伝次』 : 監督伊丹万作、1930年10月10日公開 - 和尚
- 『忠直卿行状記』 : 監督池田富保、1930年12月5日公開 - 徳川家康
- 『血染の伽羅 前後篇』 : 監督渡辺邦男、製作日活太秦撮影所、1930年12月25日公開 - 唐犬権兵衛、1分の断片のみが現存（NFC所蔵[9]）
- 『天の邪鬼』（アーマンジャック） : 監督佛生寺彌作、製作日活太秦撮影所、1931年2月24日公開 - 深見藤十郎[10]
- 『石川五右衛門』 : 監督佛生寺彌作、製作日活太秦撮影所、1931年7月8日公開 - 父・小栗左門[10]
- 『花火』 : 監督伊丹万作、1931年8月26日公開 - 結城新兵衛
- 『殉教血史 日本二十六聖人』 : 監督池田富保、製作日活太秦撮影所、1931年10月1日公開 - ヤコボ備前屋喜左衛門、96分尺で現存（NFC所蔵[9]）
- 『伊蔵の与吉』（『伊蔵の與吉』） : 監督渡辺邦男、製作日活太秦撮影所、1932年7月29日公開 - 本所の伊蔵
- 『堀田隼人』 : 監督伊藤大輔、1933年4月27日公開 - 片岡源五右衛門
- 『楠正成』 : 監督池田富保、製作太秦発声映画、トーキー、1933年6月1日公開 - 坊門宰相清忠卿
- 『決戦高田の馬場』 : 監督池田富保、製作太秦発声映画・ゼーオースタヂオ、トーキー、1933年9月14日公開 - 中山安左衛門
- 『笹野権三郎 三日月笹穂切り』 : 監督稲垣浩、1933年10月26日公開 - 丸屋太兵衛
- 『風雲 前篇』 : 監督稲垣浩、1933年12月31日公開 - 役名不明、1分の断片のみが現存（NFC所蔵[9]）
- 『風雲 後篇』 : 監督稲垣浩、1934年1月7日公開
- 『珊瑚重太郎』 : 監督辻吉郎、1934年5月3日公開 - 渡辺対馬守
- 『天保忠臣蔵』 : 監督稲垣浩、トーキー、1934年10月17日公開
- 『斬風三尺剣』 : 監督小石栄一、トーキー、1934年12月31日公開 - 多賀祐四郎